# 普洛斯克 (列舍季利夫卡區)
49°29′32″N 34°13′59″E / 49.49222°N 34.23306°E
普洛斯克（烏克蘭語：Плоске），是烏克蘭中部的村莊，隸屬波爾塔瓦州的波爾塔瓦區。該村分別距離列文齊夫卡1.5公里和切列德尼基3公里，海拔高度96米。